# Urariopsis cordifolia
Urariopsis cordifolia là một loài thực vật có hoa trong họ Đậu. Loài này được (Wall.) Schindl. miêu tả khoa học đầu tiên.